# Килер (Калифорнија)
Килер (енгл. Keeler) насељено је место без административног статуса у америчкој савезној држави Калифорнија.

## Демографија
По попису из 2010. године број становника је 66, што је 0 (0,0%) становника више него 2000. године.
| Група             | 2000.      | 2010.      |
| Белци             | 57 (86,4%) | 58 (87,9%) |
| Афроамериканци    | 0 (0,0%)   | 0 (0,0%)   |
| Азијати           | 0 (0,0%)   | 2 (3,0%)   |
| Хиспаноамериканци | 8 (12,1%)  | 6 (9,1%)   |
| Укупно            | 66         | 66         |